# Neotaberina
Neotaberina es un género de foraminífero bentónico de la familia Soritidae, de la superfamilia Soritoidea, del suborden Miliolina y del orden Miliolida. Su especie tipo es Neotaberina neaniconica. Su rango cronoestratigráfico abarcaba el Luteciense superior (Eoceno medio).

## Clasificación
Neotaberina incluye a la siguiente especie:
- Neotaberina neaniconica †